# Bash at the Brewery 1
Bash at the Brewery 1 – gala wrestlingu, zorganizowana przez amerykańską federację Impact Wrestling we współpracy z River City Wrestling, która była transmitowana za pomocą platformy Impact Plus. Odbyła się 5 lipca 2019 we Freetail Brewing Company w San Antonio. Była to pierwsza gala z cyklu Bash at the Brewery.
Karta walk składała się z ośmiu pojedynków, w tym dwóch o tytuły mistrzowskie. W walce wieczoru Rob Van Dam pokonał Samiego Callihana w Extreme Rules matchu. W innych pojedynkach Fallah Bahh obronił RCW Championship w starciu z Anthonym Andrewsem, natomiast The North (Ethan Page i Josh Alexander) odebrali The Latin American Xchange (Ortiz i Santana) Impact World Tag Team Championship.

## Wyniki walk
Zestawienie zostało oparte na źródłach:
| Nr                                 | Wyniki                                                                                            | Stypulacje                                          | Czas  |
| ---------------------------------- | ------------------------------------------------------------------------------------------------- | --------------------------------------------------- | ----- |
| 1                                  | The Rascalz (Dez, Wentz i Trey) pokonali Andy’ego Daltona, Matthew Palmera i Steve’a O Reno       | Six Man Tag Team match                              | 6:42  |
| 2                                  | Fallah Bahh pokonał Anthony’ego Edwardsa                                                          | Singles match o RCW Heavyweight Championship        | 7:25  |
| 3                                  | Jordynne Grace pokonała Havok w wyniku dyskwalifikacji                                            | Singles match                                       | 4:30  |
| 4                                  | Rosemary i Jordynne Grace pokonały Havok i Su Yung                                                | Tag Team match                                      | 7:45  |
| 5                                  | Tessa Blanchard, Willie Mack i Rich Swann pokonali Madmana Fultona, Jake’a Crista i Dave’a Crista | Six Person Tag Team match                           | 11:50 |
| 6                                  | Michael Elgin pokonał Eddiego Edwardsa i Moose’a                                                  | Three Way match                                     | 12:25 |
| 7                                  | The North (Ethan Page i Josh Alexander) pokonali The Latin American Xchange (Ortiz i Santana) (c) | Tag Team match o Impact World Tag Team Championship | 16:45 |
| 8                                  | Rob Van Dam pokonał Samiego Callihana                                                             | Singles match                                       | 13:30 |
| (c) – mistrz/mistrzyni przed walką |                                                                                                   |                                                     |       |